# Ivana Marija Vidović
Ivana Marija Vidović (Dubrovnik, travanj 1974.) hrvatska je pijanistica i pjesnikinja. 
Klavir je počela učiti u najranijoj dobi (s četiri godine) u svom rodnom gradu u klasi L. Cobenz i V. Miletić. U njenoj klasi maturira u ratnom Dubrovniku 1992. godine. No, prije završenog srednjeg školovanja primljena je na Akademiju za glazbu u Ljubljani. U klasi Tatjane Ognjanović diplomira s najvišim uspjehom 2002. godine. Nastupa redovito za vrijeme studija solistički, te s Dubrovačkim simfonijskim orkestrom. Nakon teške automobilske nesreće Ivana ustraje i ne odustaje od umjetnosti. Godine 1997. vraća se na dubrovačku pozornicu, te uz suradnju Dubrovačkog Simfonijskog Orkestra uspješno interpretira Mozartov koncert za klavir i orkestar u F-duru, KV 459. Za isti koncert dodijeljena joj je "Prešernova nagrada" Ljubljanske Akademije 1998. godine. Osim nastupa u Kneževom dvoru, Revelinu važno je još istaći: Hrvatski glazbeni zavod u Zagrebu, Beethovenhaus u Bonnu, Regent i Steinway hall, St-Martin-in-the-Fields, St James Piccadilly, London. Često gostuje i na svjetski renomiranim festivalima kao što su Dubrovačke ljetne igre, Sorrento festival, Termoli "Due sponde un mare", Querceto Festival i dr. 2003. snimila je svoj prvi nosač zvuka u Velikoj Britaniji.
Nekolicina slovenskih i hrvatskih suvremenih skladatelja posvetilo joj je skladbe kao npr. Primož Ramovš, Gregor Pirš, Žiga Stanič, hrvatski skladatelj Pero Šiša, britanski skladatelj Peter Seabourne posvetio joj je svoj Drugi klavirski koncert, Michael Denhoff svoju skladbu "Springtime". 
Nastupala je s velikim imenima iz svijeta glazbe kao što su Alberto Portugheis, Tonko Ninić, Pavel Berman, Fatos Qerimi i dr.
Posebno su na stvaralaštvo I. M. Vidović utjecali susreti s imenima kao što su: Evgenij Timakin (Moskva), Alberto Portugheis (London), Eugen Indjić (Paris). Godine 2004. bila je pozvana raditi s velikom legendom svjetskog pijanizma, Lazarom Bermanom do iznenadne smrti maestra u veljači 2005. godine. Trenutno se povremeno usavršava u Barceloni kod Alicije de Larroche. 
Pored glazbeničkog rada, Ivana Marija Vidović je pisala stihove od ranog djetinjstva. Godine 2003. izdala je prvu zbirku poezije na hrvatskom jeziku - osebujni izbor njenih stihova koji izražavaju raznolikost literarnog izričaja, razigranog i živahno, slikovitog stiha do najdubljih osobnih i ljubavnih poema. Autorica je zbirku prevela na slovenski i talijanski jezik, te izdala i svoju drugu knjigu na slovenskom jeziku pod nazivom "Srečno otroštvo" u veljači 2006. godine. Treća knjiga tiskana je u rujnu 2006. u Našicama, posvećena velikoj hrvatskoj skladateljici Dori Pejačević prema njenom ciklusu minijaturi "Život cvijeća" pod istim naslovom.
Inicijatorica je, umjetnička i konceptualna direktorica Epidaurus Cavtat festivala.[nedostaje izvor]

## Zbirke poezije
- "Izabrane pjesme" (2003.),
- "Srečno otroštvo" (2006.),
- "Život cvijeća" (2006.),
- "Felice infanzia" (2007.),
- "Četveronožna trilogija" (2008.),

## Vanjske poveznice
- http://www.ivanavidovich.com  Arhivirana inačica izvorne stranice od 29. listopada 2006. (Wayback Machine)
- http://www.epidaurusfestival.com